# 约翰·诺尔斯·佩因
约翰·诺尔斯·佩因（英語：John Knowles Paine；1839年1月9日—1906年4月25日），美国作曲家，音乐教育家。早年到欧洲学习，回国后定居于波士顿，并在哈佛大学任教，成为美国本土第一位音乐教授。佩因在美国早期音乐史上的地位十分重要，他的创作和教学活动对美国音乐的发展有深远的影响。

## 外部連結
- 约翰·诺尔斯·佩因的免费乐谱，由国际乐谱典藏计划提供
- 公有領域聲樂檔案館上约翰·诺尔斯·佩因的作品
- 约翰·诺尔斯·佩因的作品  - 古騰堡計劃
- 互联网档案馆中约翰·诺尔斯·佩因的作品或与之相关的作品